# Marie Howe
Marie Howe (Rochester, 1950) è una poetessa statunitense.

## Biografia
Nata nello Stato di New York in una famiglia di cattolici irlandesi, studiò letteratura inglese all'Università di Windsor. Tornata in patria dopo aver conseguito la laurea, lavorò come giornalista e poi insegnante nel Massachusetts, prima di trasferirsi a New York nel 1981 per studiare scrittura creativa alla Columbia; qui fu allieva di Stanley Kunitz e conseguì un Master of Fine Arts nel 1983.
Tra il 1988 e il 2024 ha pubblicato sei raccolte di poesie: The Good Thief (1988), What the Living Do (1998), The Kingdom of Ordinary Time (2008), Magdalene (2017), New and Selected Poems (2024) e What the Earth Seemed to Says (2024). Per la sua attività poetica ha ricevuto numerosi riconoscimenti, tra cui il National Endowment for the Arts nel 1992, una Guggenheim Fellowship nel 1998 e il Premio Pulitzer per la poesia nel 2025, nonché candidature al Los Angeles Times Book Prize (2008) e al National Book Award (2017). Tra il 2012 e il 2014 è stata la poetessa laureata dello Stato di New York.